# Cheikh Saad
Cheikh Saad   (Nouadhibou, 20 de setembre de 1990) és un jugador de futbol maurità que juga a la demarcació de davanter al Futbol Club Ascó.
Va debutar el 2009 amb 19 anys a la UE Lleida. Després de dos anys va fitxar pel CD San Roque de Lepe, abans de ser traspassat al Club Lleida Esportiu el 2012, tot i que no va quedar-se massa temps al club, ja que aquell mateix any va fitxar pel CD Binéfar, primer, i per l'Hellín Deportivo, després. Durant el mercat d'hivern de la temporada 2012/2013 va ser traspassat al Yeclano Deportivo, club en el qual va passar bona part del 2013, fins que va ser traspassat a l'Ontinyent CF. Durant el mercat d'hivern de la temporada 2013-2014 va fitxar per l'Atlético de Monzón. El juliol del 2014 es va fer oficial que el FK Ventspils incorporaria Saad per la pròxima temporada. El 2017 va fitxar pel CD Eldense i el juliol de 2017 pel Futbol Club Ascó.